# Escaryus perelae
Escaryus perelae är en mångfotingart som beskrevs av Titova 1972. Escaryus perelae ingår i släktet Escaryus och familjen småjordkrypare. Inga underarter finns listade i Catalogue of Life.